# قره‌توبه (استان آلماتی)
قره‌توبه (به قزاقی: Karatobe) یک منطقهٔ مسکونی در قزاقستان است که در شهرستان قره‌سای واقع شده‌است.